# スウィート・ダディ・シキ
スウィート・ダディ・シキ（Sweet Daddy Siki、本名：Elkin James、1933年6月16日 - 2024年12月31日）は、アメリカ合衆国のプロレスラー。テキサス州モンゴメリー出身のアフリカ系アメリカ人。生年は1938年ともされる。
派手なコスチュームをまとい、黒人でありながら髪をブロンドに染め、試合前に手鏡と櫛でその髪を整えるなどのパフォーマンスから、Negro Gorgeous George（黒いゴージャス・ジョージ）などの異名を持つ。ショーマン派黒人レスラーの先駆者的存在であり、ドロップキックの名手としても知られた。

## 来歴
元世界ヘビー級王者サンダー・ザボーのトレーニングを受け、1955年にニューメキシコ州のアルティサにてデビュー。デビュー当時は80kg程度の軽量だったものの、3年間で100kgを超えるウエイトアップに成功、1959年2月にはオハイオにてバディ・ロジャースを破り、NWAイースタン・ステーツ・ヘビー級王座を獲得した。
1961年にカナダのトロントに渡り、フランク・タニーが主宰していたメープル・リーフ・レスリングを主戦場に活動。1962年4月4日にはブルドッグ・ブラワーと組んでホイッパー・ビリー・ワトソン&ビリー・レッド・ライオンからNWAインターナショナル・タッグ王座を奪取、9月27日にワトソン&ブルーノ・サンマルチノに敗れるまで戴冠した。地元のテキサスでは1963年2月15日、ヒューストンにてリップ・ホークからNWAテキサス・ヘビー級王座を奪取している 。
1964年よりニューヨークのWWWFにも参戦し、ベビーフェイスのポジションでドクター・ジェリー・グラハム、ハンス・シュミット、カウボーイ・ビル・ワットなどの大物ヒールと対戦。ボボ・ブラジルとも黒人タッグチームを組み、1965年2月16日に当時ジン・キニスキー&ワルドー・フォン・エリックが保持していたUSタッグ王座に挑戦した。
1965年4月には日本プロレスに初来日し、ワールドリーグ戦の第7回大会に「西インド諸島代表」として出場。予選リーグではジャイアント馬場には敗れたものの、芳の里、吉村道明、遠藤幸吉らに勝利するなど、外国人陣営ではドン・マノキャンと並んでフレッド・ブラッシーに次ぐ2位の戦績を残した。また、同年はカルガリーにてドン・レオ・ジョナサンを破り、NWAカナディアン・ヘビー級王座を獲得している。
その後もカナダを活動の拠点に、1971年にはハワイにも進出、ムーンドッグ・メインとの異色コンビで10月9日にベアキャット・ライト&サム・スティムボートからNWAハワイ・タッグ王座を奪取した。以後はカントリー・シンガーとしての活動を開始する一方、1980年まで単発的にトロントのメープル・リーフ・レスリングに出場していた。
しばらくリングから離れた後、1984年にプロレス業界に復帰して、1月6日にカルロス・コロンの主宰するプエルトリコのWWCでペドロ・モラレスから北米ヘビー級王座を奪取。同年10月には、当時カナダ東部地区との提携ルートを持っていたUWFに来日。約20年ぶりの日本マット登場が実現し、前田日明や藤原喜明らと対戦した。帰国後はWWFのオンタリオでの興行にも出場、キッチナーでは当時のWWF世界タッグ王者ディック・マードックのジョバーを務めている。
現役引退後も長年主戦場としていたトロントに居住し、1990年代前半はトレーナーとしてアダム・コープランドらをコーチした。以降もトロントにてカントリー&ウエスタンのバンドやDJなどの音楽活動を行っていた。
2024年12月31日、長年の認知症との闘病の末、トロントの病院で死去。91歳没。

## 得意技
- ドロップキック
- ヘッドバット
- エアプレーン・スピン
- ネックブリーカー

## 獲得タイトル
NWAオハイオ
- NWAイースタン・ステーツ・ヘビー級王座：1回[6]

メープル・リーフ・レスリング
- NWAインターナショナル・タッグ王座：1回（w / ブルドッグ・ブラワー）[7]

スタンピード・レスリング
- NWAカナディアン・ヘビー級王座（カルガリー版）：1回[11]
- スタンピード北米ヘビー級王座：1回[16]

NWAオールスター・レスリング
- NWAカナディアン・タッグ王座（バンクーバー版）：1回（w / キンジ渋谷）[17]

NWAビッグタイム・レスリング
- NWAテキサス・ヘビー級王座：1回[8]

ミッドパシフィック・プロモーションズ
- NWA北米ヘビー級王座（ハワイ版）：1回[18]
- NWAハワイ・タッグ王座：1回（w / ムーンドッグ・メイン）[12]

ワールド・レスリング・カウンシル
- WWC北米ヘビー級王座：1回[13]

アトランティック・グランプリ・レスリング
- AGPW北米タッグ王座：1回（w / キューバン・アサシン）[19]